# Онлайн обучение
Онлайн обучение
Използва се взаимозаменяемо в голямо разнообразие от контексти. В компании то се основава на стратегии, които използват мрежата на компанията за достъп до курсове за обучение на служителите. В Съединените щати то се определя като планирано обучение – обучение, което използва широк спектър от технологии, като компютърно базирано обучение, за да достигне до учащите. Напоследък в повечето университети онлайн обучението се използва, за да се определи конкретен режим на присъствие на курс или учебни програми, където учениците рядко, ако изобщо, присъстват лице в лице, защото те се обучават онлайн.

## Пазар
Развитието на интернет и мултимедийните технологии са основният фактор, позволяващ онлайн обучението като съдържание, технологиите и услугите се определят като трите основни сектора на неговата индустрия.

## Развитие
Много от платените висши училища сега предлагат онлайн курсове. От друга страна, само около половината от частни училища ги предлагат. Частните институции могат да станат по-ангажирани с онлайн обучение, тъй като разходите за изграждане на такава система намаляват. Подходящо обучени служители също трябва да бъдат наети за онлайн работа с ученици. Тези членове на персонала трябва да разбират добре съдържанието, а също и да бъдат добре обучени в използването на компютър и Интернет. Онлайн образованието бързо се разраства и онлайн докторски програми дори се разработват от водещите изследователски университети.
С развитието на технологиите много от разработчиците на софтуер започват да се занимават със създаването на продукти спомагащи обучението във всичките му аспекти. Живеейки във времето на уеб технологиите се появяват все повече и повече платформи за онлайн обучение. На практика това е най-използвания метод за развитие на учещите се, особено в ИТ сферата. Туториалите са все по популярни и се превръщат в основна част от обучителния процес. Онлайн обучението е изключително гъвкаво, тъй като не зависи от хардуера и практически е достъпно отвсякъде. Днес почти не съществува учебно заведение което да не използва този подход. Все повече компании инвестират в подобен софтуер с цел развитие на кадрите си.

## Цели
Онлайн уроците са предназначени за насочване на студентите чрез предоставяне на информация или помагане на студентите да изпълняват конкретни задачи. Информационно базираното онлайн съдържание предава информация на студента. Примерите включват съдържание, разпространяващо историята или фактите, свързани с услуга, компания или продукт. В информационно базираното съдържание не се изучава специфично умение. В съдържанията, базирани на изпълнение, студентите изграждат процесуални умения, чрез които се очаква да се увеличи образоваността.

## Предимства
Въпреки мненията на някои хора, че онлайн преподаването понижава качеството на обучението, практиката показва, че има полза от такъв вид преподаване и че тази форма на дистанционното обучение придобива все по-голяма популярност. За това има няколко причини. Първо, онлайн обучението отваря нови възможности за учащите, които иначе на биха могли да участват в учебния процес. Такива потенциални учащи са например хората, които са затруднени да идват в учебното заведение по една или друга причина, например децата, прекалено възрастните или инвалидите или тези, които живеят и работят на далечно място. Второ, онлайн обучението позволява на учебните заведения да обучават голям брой учащи с относително малко преподаватели, което означава по-ниски разходи. Трето, желаещите да учат имат възможността да продължават своето обучение през целия си живот без значение къде и как живеят. Така впоследствие цялото общество има полза, защото много повече хора успяват да получат образование. Затова тези предимства карат много учебни заведения да правят и провеждат онлайн курсове на обучение, дори в началото само като експеримент.

## Качества за ефективност
- курсът да бъде проектиран с ясни цели и указания;
- заданията да бъдат смислени както за контекста на учебния предмет, така и за самите обучаеми – да са свързани с решаването на житейски проблеми;
- обучаемите да имат ясна представа за това какво се очаква от тях.

## Аспекти на Онлайн Обучението
- непрекъснато оценяване по време на обучението (курса);
- използване на различни качествени и количествени методи за оценяване;
- използване на разнообразни средства и инструменти за оценяване;
- осигуряване на подходящи механизми за навременна обратна връзка, както и оценяване между самите обучаеми;
- ефикасно управление на текущото и крайно оценяване;
- автентичност/достоверност – използване на задачи с отворен отговор, които „симулират“ житейски проблеми, както и количествени задачи;
- сътрудничество – възможност за взаимодействие между обучаемите чрез използването на подходящи средства за комуникация;
- достъпност на онлайн ресурсите – в рамките на курса, както и в Интернет;
- отговорност на обучаемия – осигуряване на възможност за отговорност в рамките на оценяването

## Пречки за прилагане
- технически – включват ограничения относно преноса на информация (скорост на Интернет връзката), хардуерни и софтуерни стандарти, нивото на техническите знания и умения на преподавателите;
- финансови – анализи показват, че малко образователни институции имат значителни доходи от таксите на обучаемите. В същото време разработването и поддръжката на онлайн оценяването не е евтина. В допълнение на това, законите в някои страни забраняват на институциите да събират такси за обучение;
- установяване самоличността на обучаемите – съществува възможност друго лице да изпълнява заданията, възложени на даден учащ;
- използване на чужди материали (плагиатство);
- традициите в обучението, свързани с физическото присъствие на обучаемите и преподавателя на едно място по време на оценяване.

## Интересни статии по темата
- Уеб сайт с информация за ОО в австралийските университети – кога е подходящо да се използва такова оценяване, стратегии за разработване на качествени онлайн задания за оценяване Архив на оригинала от 2009-04-01 в Wayback Machine.
- Информация за ОО и различните начини, средства и инструменти за неговото прилагане Архив на оригинала от 2009-03-31 в Wayback Machine.
- Принципи, предимства и предизвикателства пред ОО, предимства и недостатъци на различни методи за ОО Архив на оригинала от 2009-12-06 в Wayback Machine.
- Стратегии за ОО Архив на оригинала от 2006-08-19 в Wayback Machine.